# أراضي بولندا التي ضمها الاتحاد السوفيتي

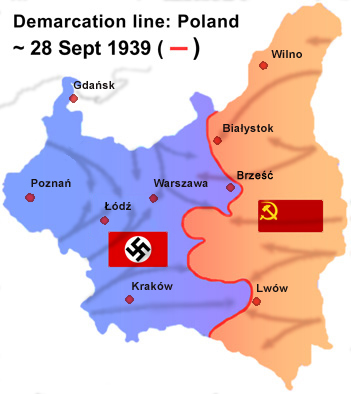
الحدود المؤقتة التي أنشأها تقدم القوات الألمانية والسوفياتية. سرعان ما تم تعديل الحدود بعد الاتفاقات الدبلوماسية.

بعد سبعة عشر يومًا من الغزو الألماني لبولندا في عام 1939، والذي يمثل بداية الحرب العالمية الثانية، قام الاتحاد السوفياتي بغزو المناطق الشرقية من بولندا (المعروفة باسم كريسي) وضم أراضي بمساحة 201,015 كيلومتر مربع (77,612 ميل2) بعدد سكان 132299000. كان من بين السكان إلى جانب البولنديين التشيك والليتوانيون والبيلاروس واليهود الأوكرانيون وغيرهم من الأقليات.
تم دمج هذه الأراضي التي تم ضمها لاحقًا في الجمهوريات الاشتراكية السوفيتية الليتوانية والبيلوروسية والأوكرانية، وظلت داخل الاتحاد السوفيتي في عام 1945 نتيجة للترتيبات الإقليمية على نطاق أوروبا التي تم تكوينها خلال مؤتمر طهران عام 1943 (انظر الخيانة الغربية). تم «تعويض» بولندا عن هذه الخسارة الإقليمية بالمناطق الشرقية الألمانية قبل الحرب، على حساب فقدانها للمناطق الشرقية. وصف نظام الجمهورية الشعبية البولندية المناطق بأنها «المناطق المستعادة». كان عدد البولنديين في كريسي في عام 1939 حوالي 5.274 مليون، ولكن بعد التطهير العرقي في 1939-1945 من قبل ألمانيا النازية، والاتحاد السوفيتي والقوات الوطنية الأوكرانية أصبحو حوالي 1.8 مليون نسمة. كانت أراضي بولندا في فترة ما بعد الحرب العالمية الثانية أصغر بكثير من مساحة الأراضي التي كانت قائمة قبل عام 1939، حيث تقلصت لحوالي 77,000 كيلومتر مربع (30,000 ميل2) (أي ما يعادل تقريبا أراضي بلجيكا وهولندا مجتمعة).

## حلف مولوتوف-ريبنتروب

التقسيمات الفعلية والمخطط لها في أوروبا، وفقًا لميثاق مولوتوف-ريبنتروب، مع التعديلات اللاحقة

في وقت مبكر من صباح يوم 24 أغسطس 1939، وقع الاتحاد السوفيتي وألمانيا النازية على اتفاقية عدم اعتداء لمدة 10 سنوات سميت معاهدة مولوتوف-ريبنتروب. والجدير بالذكر أن الاتفاق تضمن بروتوكولًا سريًا، تم الكشف عنه فقط بعد هزيمة ألمانيا في عام 1945، والتي تم بموجبها تقسيم دول شمال وشرق أوروبا إلى «مناطق نفوذ» ألمانية وسوفيتية. في الشمال وفنلندا وإستونيا ولاتفيا تم تعيينهم في المجال السوفيتي. كانت من المخطط ان تكون بولندا في عملية «إعادة ترتيب سياسي» — مناطق شرق ناريف وفيستولا وأنهار سان تذهب إلى الاتحاد السوفياتي في حين أن ألمانيا ستاخذ الغرب. ضمت هذه الأراضي مبدئيًا من قبل بولندا في سلسلة من الحروب بين عامي 1918 و1921 (في المقام الأول الحرب البولندية السوفيتية)، وكانت هذه المناطق مختلطة بين سكان المدن في المناطق الحضرية مع البولنديين والأوكرانيين الذين يمثلون أكثر المجموعات العرقية، مع أقليات كبيرة من البيلاروس واليهود. كان لمعظم هذه المناطق الريفية أغلبيتها المحلية غير البولندية (الأوكرانيون في الجنوب والبيلاروس في الشمال).
ستكون ليتوانيا، المتاخمة لبروسيا الشرقية، في دائرة النفوذ الألماني، على الرغم من أن البروتوكول السري الثاني المتفق عليه في سبتمبر 1939 ضم غالبية ليتوانيا إلى الاتحاد السوفيتي. وفقًا للبروتوكول السري، ستسترجع ليتوانيا عاصمتها التاريخية فيلنيوس، التي خضعت لبولندا خلال فترة الحرب.

## الاحتلال الألماني 1941 – 1944

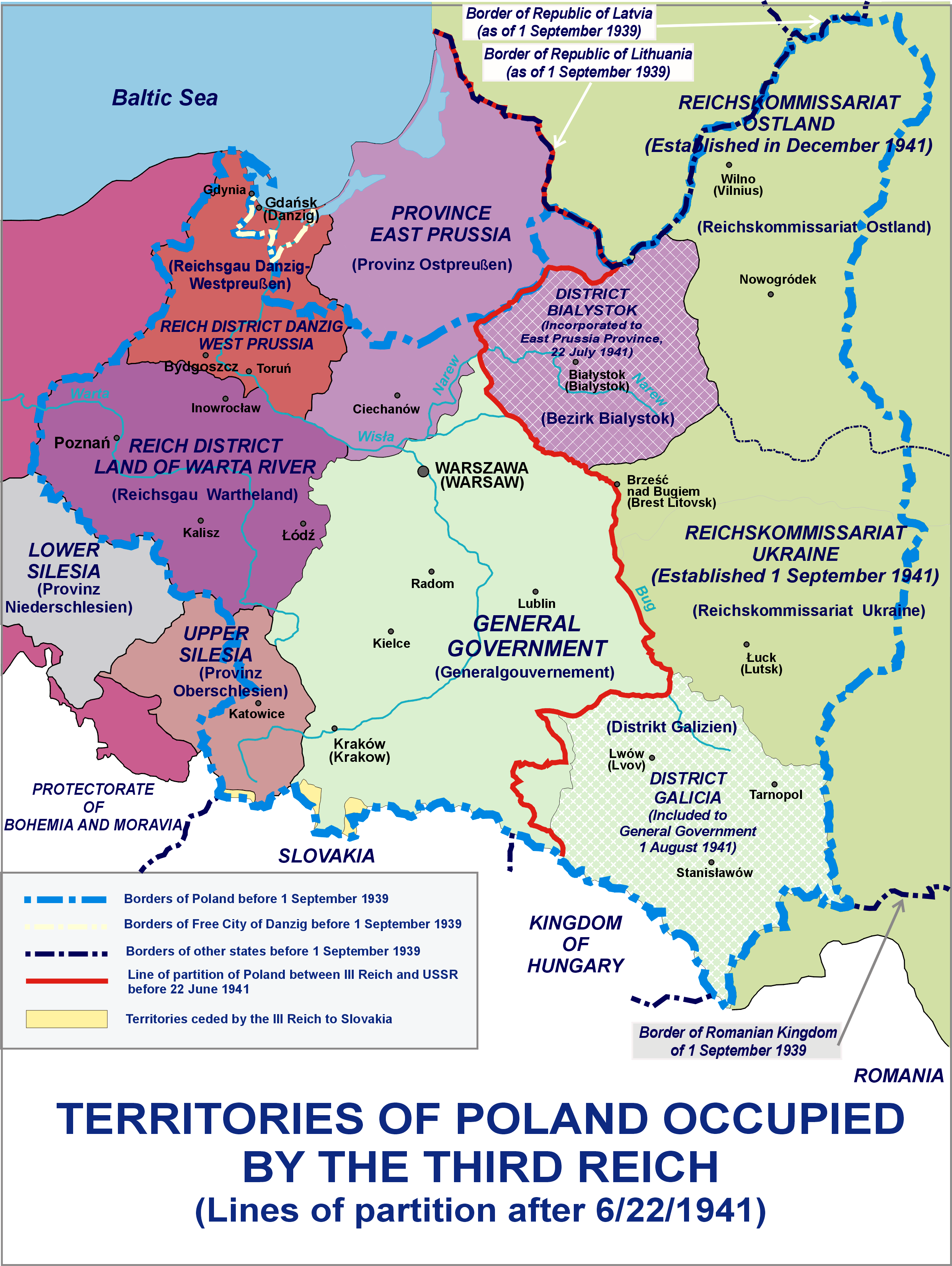
بولندا قبل الحرب تحت سلطة الاحتلال الألمانية النازية

تم فتح هذه المناطق من قبل ألمانيا النازية في عام 1941 أثناء عملية بارباروسا. قام النازيون بتقسيمهم على النحو التالي:
- Bezirk بياليستوك (منطقة بياليستوك)، والتي تضمنت بياليستوك، Bielsk بودلاسكي، Grajewo ، ومزا، Sokółka، Vaukavysk، ومقاطعات غرودنو و«تعلق» (لا تدمج) ببروسيا الشرقية.
- Generalbezirk Litauen — في محافظة فيلنا تأسست في ليتوانيا، تم دمجها في حد ذاتها في مفوضية الرايخ أوستلاند.
- مفوضية الرايخ أوستلاند — معظم الجزء البولندي من روتينيا البيضاء (القسم الغربي في العصر الحديث من روسيا البيضاء تأسست) في مفوضية الرايخ أوستلاند.
- الإدارة العسكرية في أوكرانيا — محافظات البولندية فولين وPOLESIE ، التي تأسست في الإدارة العسكرية في أوكرانيا. و
- مقاطعة غاليسيا، شرق غاليسيا، التي تم دمجها في الحكومة العامة وأصبحت المقاطعة الخامسة.

خلال 1943 – 1944 وقعت عمليات التطهير العرقي في أوكرانيا (المعروفة باسم مذابح البولنديين في فولهينيا) والتي تسببت في وفاة ما يقدر بنحو 100,000 ونزوح البولنديين من هذه المنطقة.
بلغ إجمالي عدد السكان من البولنديين واليهود في عام 1939 حوالي 6.7 مليون نسمة. خلال الحرب، هلك ما يقدر بمليوني شخص (بمن فيهم 1.2 مليون يهودي). أصبح مليونان (بما في ذلك 250,000 يهودي) لاجئين (نزحو) إلى بولندا أو الغرب، وكان 1.5 مليون منهم في المناطق التي عادت إلى بولندا في عام 1945 وظل 1.2 مليون في الاتحاد السوفيتي. المؤرخون الروس المعاصرون يشملون خسائر الحرب في صفوف البولنديين واليهود من هذه المنطقة مع قتلى الحرب السوفيت.

## ضم وتأسيس الاتحاد السوفيتي عام 1945

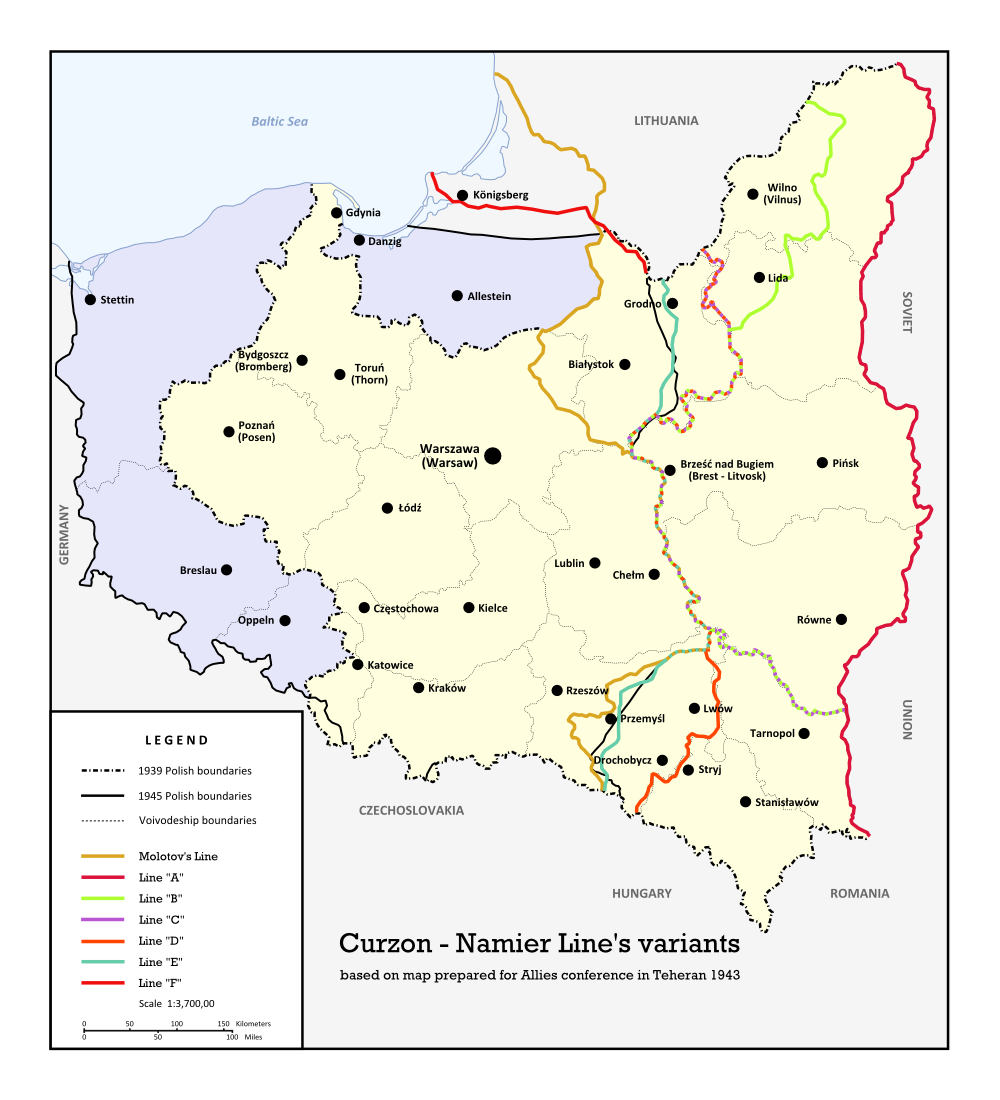
متغيرات Curzon-Namier Line. طهران، 1943

في نهاية الحرب العالمية الثانية، ضم الاتحاد السوفيتي معظم الأراضي التي غزوها في عام 1939. بعض أجزاء شرق بولندا التي احتلها النازيون في عام 1939 وتبلغ مساحتها 21,275 كيلومتر مربع (8,214 ميل2). وعاد 1.5 مليون نسمة بالقرب من بياليستوك وبرزيميسل إلى بولندا ما بعد الحرب. لم يكن الحلفاء الغربيون على علم بوجود البند السري الذي يقسم بولندا بين هتلر وستالين في عام 1939 على طول خط كورزون.
بعد فترة وجيزة من عودة السوفيت إلى بولندا في يوليو عام 1944 مطاردا الجيش الألماني، طار رئيس الوزراء البولندي من لندن إلى موسكو إلى جانب تشرشل في محاولة لمنع ضم الاتحاد السوفيتي لبولندا وفقًا لميثاق مولوتوف-ريبنتروب. عرض جزءًا أصغر من الأرض، لكن ستالين رفض، وقال له إنه سيسمح للحكومة المنفية بالمشاركة في اللجنة البولندية للتحرير الوطني. تم التوصل على مضض إلى اتفاق بين الحلفاء في مؤتمر يالطا حيث ضم السوفييت كامل الجزء الخاص بميثاق مولوتوف-ريبنتروب في شرق بولندا، ولكن سيمنح بولندا جزءًا من ألمانيا الشرقية في المقابل. بعد ذلك، تم ضم شرق بولندا إلى الجمهورية الاشتراكية السوفيتية الأوكرانية وجمهورية بيلوروسيا الاشتراكية السوفيتية.
في 16 أغسطس 1945، وقعت الحكومة البولندية التي يهيمن عليها الشيوعيون معاهدة مع الاتحاد السوفياتي للتنازل رسمياً عن هذه المناطق. مجموع السكان في الأراضي التي ضمتها الاتحاد السوفياتي، بما في ذلك الجزء الذي عاد إلى بولندا في عام 1945، كان يقدر عدد السكان من 10,653,000 وفقا لتعداد عام 1931 البولندي. في عام 1939 زاد هذا إلى حوالي 11.6 مليون. كانت التركيبة حسب المجموعة اللغوية هي الأوكرانية 37.1٪ والبولندية 36.5٪ والبيلاروسية 15.1٪ واليديشية 8.3٪ وغيرها 3٪. الانتماء الديني: الأرثوذكسية الشرقية 31.6٪، الروم الكاثوليك 30.1٪، الكنيسة الكاثوليكية اليونانية الأوكرانية 26.7٪، اليهودية 9.9٪، أخرى 1.7٪.
من عام 1944 حتى عام 1952، شارك جيش التمرد الأوكراني في صراع مسلح ضد الشيوعيين (في أوائل الأربعينيات، شارك جيش التمرد الأوكراني بدعم من الأوكرانيين المحليين في عمليات التطهير العرقي). نتيجة للمناوشات بين جيش التمرد الأوكراني والوحدات السوفيتية، قام السوفييت بترحيل 600000 شخص من هذه المناطق وتم قتل 170.000 من السكان المحليين في القتال. انظر أيضا عملية Vistula.